# Бакхед-Ридж (Флорида)
Бакхед-Ридж (англ. Buckhead Ridge) — статистически обособленная местность, расположенная в округе Глейдс (штат Флорида, США) с населением в 1390 человек по статистическим данным переписи 2000 года.

## География
По данным Бюро переписи населения США статистически обособленная местность Бакхед-Ридж имеет общую площадь в 3,63 квадратных километров, из которых 3,37 кв. километров занимает земля и 0,26 кв. километров — вода. Площадь водных ресурсов округа составляет 7,16 % от всей его площади.
Статистически обособленная местность Бакхед-Ридж расположена на высоте 4 м над уровнем моря.

## Демография
По данным переписи населения 2000 года в Бакхед-Ридж проживало 1390 человек, 465 семей, насчитывалось 694 домашних хозяйств и 1149 жилых домов. Средняя плотность населения составляла около 382,92 человек на один квадратный километр. Расовый состав населённого пункта распределился следующим образом: 98,35 % белых, 0,14 % — чёрных или афроамериканцев, 0,07 % — коренных американцев, 0,07 % — азиатов, 1,22 % — представителей смешанных рас, 0,14 % — других народностей. Испаноговорящие составили 0,94 % от всех жителей статистически обособленной местности.
Из 694 домашних хозяйств в 8,9 % воспитывали детей в возрасте до 18 лет, 57,8 % представляли собой совместно проживающие супружеские пары, в 5,5 % семей женщины проживали без мужей, 32,9 % не имели семей. 26,1 % от общего числа семей на момент переписи жили самостоятельно, при этом 18,2 % составили одинокие пожилые люди в возрасте 65 лет и старше. Средний размер домашнего хозяйства составил 2,00 человек, а средний размер семьи — 2,33 человек.
Население статистически обособленной местности по возрастному диапазону по данным переписи 2000 года распределилось следующим образом: 9,9 % — жители младше 18 лет, 3,5 % — между 18 и 24 годами, 12,3 % — от 25 до 44 лет, 31,2 % — от 45 до 64 лет и 43,2 % — в возрасте 65 лет и старше. Средний возраст жителей составил 62 года. На каждые 100 женщин в Бакхед-Ридж приходилось 102,9 мужчин, при этом на каждые сто женщин 18 лет и старше приходилось 98,6 мужчин также старше 18 лет.
Средний доход на одно домашнее хозяйство статистически обособленной местности составил 26 406 долларов США, а средний доход на одну семью — 28 047 долларов. При этом мужчины имели средний доход в 36 563 доллара США в год против 25 726 долларов среднегодового дохода у женщин. Доход на душу населения статистически обособленной местности составил 26 406 долларов в год. 13,5 % от всего числа семей в населённом пункте и 19,4 % от всей численности населения находилось на момент переписи населения за чертой бедности, при этом 29,0 % из них были моложе 18 лет и 18,2 % — в возрасте 65 лет и старше.